# (2171) Kiev
(2171) Kiev ist ein Asteroid des Hauptgürtels, der am 28. August 1973 von T. M. Smirnowa im Krim-Observatorium, Nautschnyj, entdeckt wurde. Er wurde zu Ehren der ukrainischen Hauptstadt Kiew (englisch: Kiev) benannt. Sein Durchmesser konnte auf etwa 9 Kilometer bestimmt werden.